# ورقة 500 روبية هندية
ورقة 500 روبية هندية هي فئة من الروبية الهندية. طرحت ورقة 500 روبية هندية أول مرة في عام 1987 ثم مرة أخرى في 10 نوفمبر 2016. سحبت الورقة السابقة التي كانت متداولة في الفترة ما بين أكتوبر 1997 ونوفمبر 2016 في 8 نوفمبر 2016.

## التاريخ

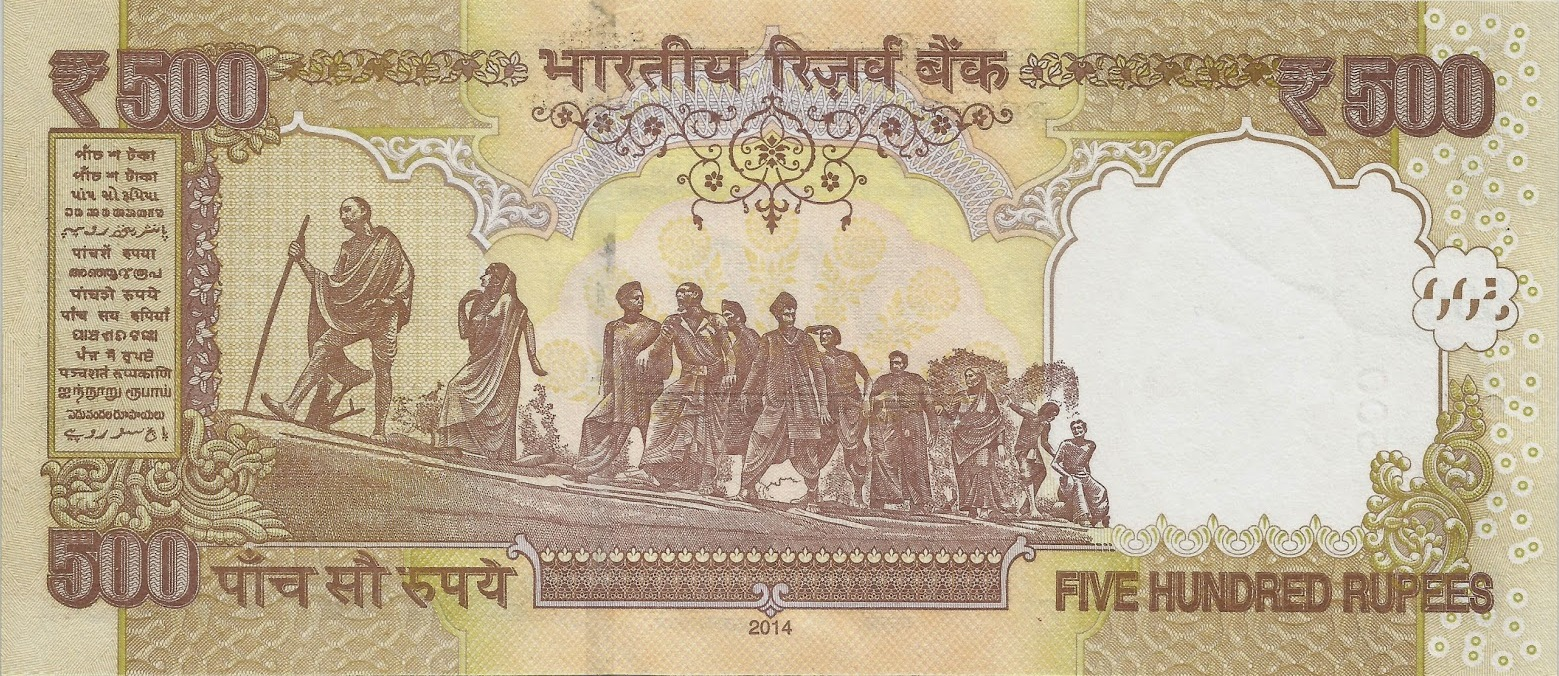
ظهر الورقة النقدية القديمة

أصدرت ورقة 500 روبية أول مرة في عام 1987. الورقة النقدية الحالية بقيمة 500 روبية هندية المطروحة في 10 نوفمبر 2016 هي جزء من سلسلة المهاتما غاندي الجديدة. أعلن رئيس الوزراء الهندي ناريندرا مودي في 8 نوفمبر 2016 إلغاء ورقة 500 روبية هندية السابقة كإجراء لمحاربة الفساد في الهند ومسألة الأوراق النقدية المزيفة.

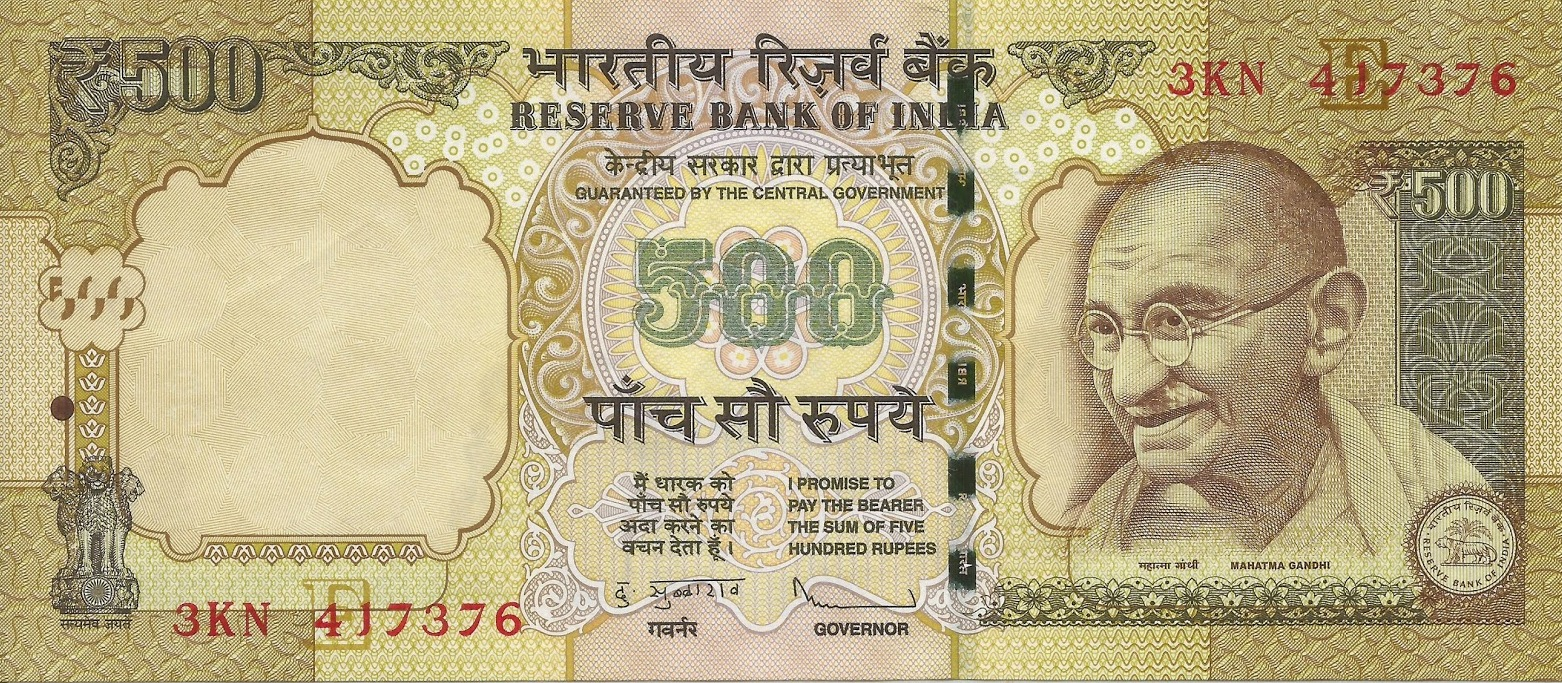
وجه الورقة النقدية القديمة

## التصميم
الورقة النقدية القديمة مقاس 167×73 ملم باللون البرتقالي والأصفر، يحتوي الوجه على صورة المهاتما غاندي مع توقيع محافظ بنك الاحتياطي الهندي. وعلى الظهر جيارا مورتي.
أضيفت علامة الروبية الجديدة في الورقة النقدية لـ ₹500 في عام 2011. أعلن بنك الاحتياطي الهندي في يناير 2014 أنه سيسحب جميع الأوراق النقدية المطبوعة قبل عام 2005 بحلول 31 مارس 2014. مدد الموعد لاحقًا إلى 1 يناير 2015 ثم إلى 30 يونيو 2016.
أبعاد ورقة 500 روبية الجديدة الرمادية هو 150×66 مم، على وجه الورقة صورة المهاتما غاندي بالإضافة إلىأعمدة أشوكا وتوقيع محافظ بنك الاحتياطي الهند، وعلى الظهر القلعة الحمراء.

## اللغات
كما هو الحال مع أوراق الروبية الهندية النقدية الأخرى فورقة 500 روبية مكتوب عليها 17 لغة. على الوجه والظهر اللغتين الإنجليزية والهندية. وعلى الظهر 15 من 22 لغة رسمية في الهند، كالآتي الآسامية والبنغالية والكجراتية والكنادية والكشميرية والكونكانية والماليالامية والمراثية والنيبالية ولغة الأوريا والبنجابية والسنسكريتية والتاميلية والتيلوغوية والأردية.
| اللغات الرئيسية في الهند (على كلا جانبين)     | اللغات الرئيسية في الهند (على كلا جانبين) |
| اللغة                                         | 500                                       |
| --------------------------------------------- | ----------------------------------------- |
| اللغة الإنجليزية                              | Five hundred rupees                       |
| اللغة الهندية                                 | पाँच सौ रुपये                                  |
| 15 لغة من اللغات الرسمية في الهند (على الظهر) |                                           |
| اللغة الآسامية                                | পাঁচশ টকা                                    |
| اللغة البنغالية                               | পাঁচশ টাকা                                    |
| اللغة الكجراتية                               | પાંચ સો રૂપિયા                                  |
| اللغة الكنادية                                | ಐದು ನೂರು ರೂಪಾಯಿಗಳು                               |
| اللغة الكشميرية                               | پانٛژھ ہَتھ رۄپیہِ                           |
| اللغة الكونكانية                              | पाचशें रुपया                                   |
| اللغة الماليالامية                            | അഞ്ഞൂറു രൂപ                                   |
| اللغة المراثية                                | पाचशे रुपये                                   |
| اللغة النيبالية                               | पाँच सय रुपियाँ                                 |
| لغة الأوريا                                   | ପାଞ୍ଚ ଶତ ଟଙ୍କା                                |
| اللغة البنجابية                               | ਪੰਜ ਸੌ ਰੁਪਏ                                  |
| اللغة السنسكريتية                             | पञ्चशतं रूप्यकाणि                               |
| اللغة التاميلية                               | ஐந்நூறு ரூபாய்                                  |
| اللغة التيلوغوية                              | ఐదువందల రూపాయలు                                |
| اللغة الأردية                                 | پانچ سو روپیے                             |